# Con Thien
Con Thien är en plats i Quang Tri-provinsen i mellersta Vietnam. Under Vietnamkriget hade den amerikanska marinkåren en bas vid Con Thien. Under hösten 1967 utsattes Con Thien för omfattande raketbeskjutning från Nordvietnam. Det amerikanska magasinet Life publicerade ett fotoreportage  från Con Thien i oktober 1967.